# Krasznai Tamás
Krasznai Tamás (Csorna, 1946. március 25. –) magyar színész, magánénekes, előadóművész, a Győri Nemzeti Színház Örökös Tagja.

## Életpálya
Csornán született 1946. március 25-én. 1970-ben népdalénekesként a Röpülj Páva című vetélkedő döntőjének résztvevője volt. 5 évig a KISZ KB Művészegyüttesének szólistája volt. 1977-ben a színészként diplomázott a Színház- és Filmművészeti Főiskola operett-musical szakán, Kazán István osztályában. Másfél évadot töltött a Fővárosi Operettszínházban. 1978-tól a győri Kisfaludy Színház művésze volt. Operettek és operák tenor főszerepei mellett prózai darabokban is szerepelt. Európa számos országában és Amerikában is fellépett operett részletekkel, népdalokkal, magyar nótákkal, régi slágerekkel, partnere: Nagy Ibolya. Szent István díjjal és a Magyar Köztársasági Érdemrend lovagkeresztjével kítüntetett művész, a Győri Nemzeti Színház Örökös Tagja. Játszik a győri Holle Anyó Gyerekszínházban is.

## Fontosabb színházi szerepei
- Kacsóh Pongrác – Bakonyi Károly: János vitéz... Kukorica Jancsi; Bagó
- Kálmán Imre – Szenes Andor – Szenes Iván: Montmartre-i ibolya... Raoul
- Kálmán Imre: Csárdáskirálynő... Edvin
- Kálmán Imre: A cirkuszhercegnő... Mr. X
- Kálmán Imre: Marica grófnő... Török Péter; Mihály
- Lehár Ferenc: A víg özvegy... Danilo Danilovics gróf
- Weöres Sándor – Ránki György: A holdbeli csónakos... Holdbéli csónakos; Idomeneus krétai király
- Johann Strauss: A denevér... Alfréd
- Jacobi Viktor: Leányvásár... Tom Migels
- Giuseppe Verdi: Rigoletto... Borsa, udvaronc
- Giuseppe Verdi: Traviata... Douphol báró
- Dale Wasserman: La Mancha lovagja... Az atya
- Frank Wildhorn – Leslie Bricusse: Jekyll és Hyde... Sir Denvers Carew
- Szirmai Albert – Bakonyi Károly – Gábor Andor: Mágnás Miska... Korláthy gróf
- Fényes Szabolcs – Harmath Imre – Romhányi József: Maya... Szállodaigazgató
- Hunyady Sándor – Makk Károly – Bacsó Péter – Tasnádi István: A vöröslámpás ház... Bodó
- Giacomo Puccini: Tosca... Spoletta, a rendőrség ügynöke; Sciarrone, csendőr
- Claude-Michel Schönberg – Alain Boublil – Jean-Marc Natel – Herbert Kretzmer: Nyomorultak... Digne püspöke
- Huszka Jenő: Gül baba... Kücsük Ali (budai basa)

## Díjak, elismerések
- Szent István-díj
- Magyar Köztársasági Érdemrend lovagkeresztje (2010)
- A Győri Nemzeti Színház Örökös Tagja

## Lemezei
- "Röpülj Páva" 4. Qualiton – SP 60017 (1970) A csornai Koronára süt a nap - Katona vagyok én, ország őrizője - A csornai vasútállomáson
- Haccáré (Nagy Ibolya - Krasznai Tamás) (CD)
- Álom, álom... (Nagy Ibolya - Krasznai Tamás) (CD)
- Slágerparádé (Nagy Ibolya - Krasznai Tamás) (CD)
- Operett és nóta "mánia" (Nagy Ibolya - Krasznai Tamás) (DVD)